# アドリアノープル条約 (1568年)
アドリアノープルの和約（アドリアノープルのわやく、英語: Truce of Adrianople）は、1568年2月17日にオスマン帝国領アドリアノープル（現トルコ領エディルネ）で締結された、神聖ローマ皇帝マクシミリアン2世とオスマン帝国のセリム2世の間の条約。
条約は1566年のシゲトヴァール包囲戦で開戦した墺土戦争を終わらせ、25年間の相対的に平和な時期をもたらした。

## 概要
マクシミリアン2世の代表はクロアチア出身のアントゥン・ヴランチッチとシュタイアーマルク出身のクリストフ・フォン・トイフェンバッハ（Christoph von Teuffenbach）であり、2人は1567年8月26日にコンスタンティノープルに到着した。
セリム2世との儀礼的な謁見が終わると、2人はソコルル・メフメト・パシャとの交渉に入った。5か月間の交渉ののち、両国は2月17日に合意し、2月21日に条約を締結、戦争を終わらせた。
マクシミリアン2世は、3万ドゥカートの年貢を支払うことに同意したほか、トランシルヴァニア公国、モルダヴィア公国、ワラキア公国の支配権をオスマン帝国に与えた。